# J'me tire
J'me tire is een nummer en single van de Franse rapper Maître Gims, lid van Sexion d'Assaut.

## Geschiedenis
J'me tire kwam uit op 15 maart 2013 als eerste single van Maître Gims' eerste studioalbum Subliminal. De videoclip bevat beelden van woestijnen en besneeuwde bergen en werd gemaakt met hulp van de gebruikelijke realisator van de clips van Sexion d'Assaut.
Er zijn in Frankrijk al meer dan 150.000 singles verkocht (zowel cd-single als downloads). In België werd de single platina (meer dan 30.000 verkochte exemplaren).

## Tracklist
| Soort geluidsdrager | Uitgebracht | Tracks    | Duur |
| ------------------- | ----------- | --------- | ---- |
| Download            | 15-03-2013  | J'me tire | 4:10 |

## Hitnoteringen
| Hitlijst               | Datum van binnenkomst | Hoogste positie | Aantal weken | Laatste notering |
| ---------------------- | --------------------- | --------------- | ------------ | ---------------- |
| Single Top 100         | 14-09-2013            | 5               | 28           | *                |
| Nederlandse Top 40     | 12-10-2013            | 7               | 30           | 03-05-2014       |
| Vlaamse Ultratop 50    | 11-05-2013            | 4               | 19           | 14-09-2013       |
| Vlaamse Radio 2 Top 30 | 18-05-2013            | 3               | 19           | 21-09-2013       |
| Waalse Ultratop 50     | 23-03-2013            | 1               | 32           | 25-01-2014       |
| Franse Top 200         | 23-03-2013            | 1               | 45           | *                |
| Zwitserse Top 75       | 07-04-2013            | 17              | 25           | 22-09-2013       |

### NPO Radio 2 Top 2000
| Nummer met noteringen in de NPO Radio 2 Top 2000 | '14  | '15  | '16  |
| ------------------------------------------------ | ---- | ---- | ---- |
| J'me tire                                        | 1233 | 1387 | 1926 |

1. ↑  Een vetgedrukt getal geeft de hoogste notering aan.
2. ↑  2014 was het eerste jaar met een notering voor dit nummer.
3. ↑  Deze tabel is bijgewerkt tot en met de laatste editie (2024).